# Teodor Trajanow

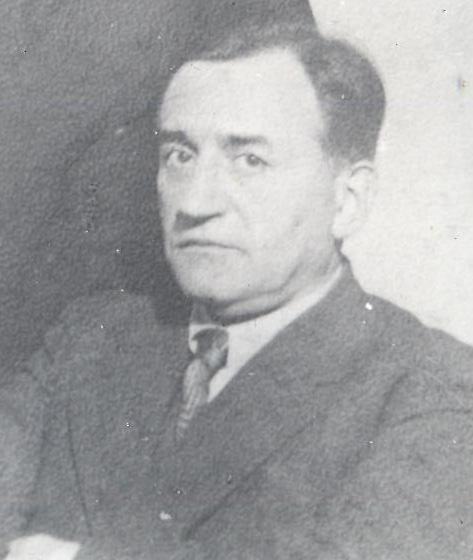
Teodor Trajanow (1928)

Teodor Trajanow (auch Teodor Trajanov geschrieben, bulgarisch Теодор Траянов; * 15. Januar 1882 in Pasardschik, Bulgarien; † 30. Januar 1945 in Sofia) war ein bulgarischer Dichter und neben Nikolaj Liliew, Emanuil Popdimitrow und Christo Jassenow einer der wichtigsten Vertreter des bulgarischen Symbolismus.